# Rundu-Stadt
Rundu-Stadt (englisch Rundu Urban) ist ein Wahlkreis in der Region Kavango-Ost im Nordosten Namibias. Verwaltungssitz ist die gleichnamige Stadt, die mit dem Wahlkreis in ihren Grenzen identisch ist. Der Wahlkreis hat (Stand 2023) 118.632 Einwohner auf einer Fläche von 156 km².

## Wahlen
| Wahl   | Name               | Partei | Stimmenanteil |
| ------ | ------------------ | ------ | ------------- |
| 1992 1 | Ambrosius Haingura | SWAPO  | 72,1 %        |
| 1998   | Ambrosius Haingura | SWAPO  | 79,3 %        |
| 2004   | Nimrod Muremi      | SWAPO  | 85,3 %        |
| 2010   | Nimrod Muremi      | SWAPO  | 76,4 %        |
| 2015   | Victoria Kauma     | SWAPO  | 79,5 %        |
| 2020   | Victoria Kauma     | SWAPO  | 66,0 %        |